# 女鬼爱上尸
《女鬼爱上尸》（英语：When Ghost Meets Zombie）是一部2019年新加坡浪漫华语喜剧片。講述一個男殭屍在遇到一个女鬼后，女鬼为了實現自己的選美夢，上身男僵尸并一起参加猛男選美賽。
韩耀光执导，主演包括向洋与黃晶玲，于2019年2月14日在新加坡上映，4月18日在马来西亚上映。

## 剧情简介
一个面无表情、四肢僵硬的男丧尸Pong，遇到了可爱又活泼的女鬼真真，这个真真梦想成为“新加坡小姐”。于是真真上了Pong的身体，现在合二为一的尸鬼报名参加了猛男选秀赛。两人的搞笑故事要如何收场？

## 演员
- 向洋 饰演 Pong
- 黃晶玲 饰演 黄真真
- 刘芷绚 饰演 白白
- 田铭耀 饰演 来来
- 范文芳 饰演 梦娜
- 葛米星 饰演 道長
- 陳邦鋆 饰演 萧狼
- 庞蕾馨 饰演 Joe
- 梁志强 饰演 评审
- 林湘萍 饰演 评审
- 陈泓宇 饰演 评审
- 周崇庆（英语：Dennis Chew） 饰演 地狱使者
- 郑各评 饰演 虎哥
- 陈天文 饰演 材长
- 李腾 饰演 主持人
- 宋怡霏 饰演 大姐头
- Suhaimi Yusof（英语：Suhaimi Yusof） 饰演 船夫
- 王智国 饰演 Joe
- 廖永谊 饰演 阿东
- 陈俊权 饰演 阿南